# 18400 Muramatsushigeru
18400 Muramatsushigeru este o planetă minoră (asteroid), cu un diametru de 4,351 km, din centura de asteroizi. A fost descoperită pe 25 noiembrie 1992 la Geisei observatory⁠(d) de Tsutomu Seki. 
Obiectul prezintă o orbită caracterizată de o semiaxă mare de 2,5656445 UAi, o excentricitate de 0,01, o înclinație de 10,26193 ° în raport cu ecliptica.